# Ъпланд (Калифорния)
Ъпленд (на английски: Upland) е град в окръг Сан Бернардино, щата Калифорния, САЩ. Ъпленд е с население от 70493 жители (2002) и обща площ от 39,2 km². Намира се на 405 m надморска височина. ЗИП кодовете му са 91784-91786, а телефонният му код е 909.